# Гуарам Мампали
Гуарам, мампали (груз. გუარამ მამფალი; умер в 882 году) — князь из династии Багратионов и младший сын Ашота I.

## Биография
Гуарам поделил контроль над родовым владением Тао-Кларджети с братьями Адарнасом I и Багратом I. Он получил территорию восточнее Арсианского хребта, исключая Колу (ныне Турция). Согласно Картлис цховреба, Гуарам женился на сестре армянского правителя Ашота V. Гуарам проводил агрессивную политику расширения: захватил врага Багратионов — эмира Тбилиси и отправил его в цепях в Византию. После исчезновения дома Гурамидов, Гуарам приобрёл Джавахетию, Триалетию, Абоци и Ардаган.
До 876 года Гуарам передал часть своих владений своим братьям, а Абоци своему шурину Ашоту V. Вскоре после 876 года, Липарит, основатель дома Багваши, захватил Триалетию, отстроил крепость Клдекари и дал вассальную клятву племяннику Гуарама Давиду I. Все эти перестановки оставили сына Гуарама Насры фактически без наследства, что, вероятно, подтолкнуло его к убийство своего двоюродного брата Давида. Как сообщает средневековый летописец, Гуарам не знал об этом заговоре. Младший сын Гуарама — Ашот, умер ещё при жизни отца в 869 году. Также Гуарам имел дочь, но её имя не сохранилось. Известно, что она была замужем за двумя правителями Абхазского царства — Адарнасом и Багратом I.
Гуарам провёл свои последние годы в уединении в монастыре Опиза, где был и похоронен после смерти в 882 году.